# Team Hell No
Team Hell No foi uma dupla de wrestling profissional que competia na WWE, ela era constituída por Kane e Daniel Bryan. Team Hell No iniciou sua estória quando foram forçados pela até então gerente geral do Raw, AJ Lee a participarem de um grupo de tratamento de raiva com Dr. Shelby. A dupla já conquistou uma vez o WWE Tag Team Championship. No dia 24 de setembro, durante um episódio do Raw, a dupla foi nomeada de Team Hell No. Eles são a dupla com o quarto(4) maior reinado do WWE Tag Team Championship com 245 dia como campeão.

## História

### Antecedentes e formação (2012)
Depois de ser derrotado por CM Punk no Over the Limit num combate pelo WWE Championship, Daniel Bryan continuou com sua rivalidade com o campeão da WWE até o No Way Out, onde teve sua revanche devido Punk ter "desistido" do combate após o mesmo ter executado o pinfall em Bryan. No dia 18 de maio no Smackdown, Punk combateu Kane, com Bryan na mesa de comentários. Durante o combate bryan atacou Kane com uma cadeira de aço e se esquivando deixando Punk com a cadeira nas mãos, que fez com que Kane tivesse a  impressão de que Punk foi quem o atacou, assim Kane atacou Punk. No dia 21 de maio, durante o Raw, Bryan enfrentou Kane em um combate que teve o desfecho similar ao da Smackdown passada.

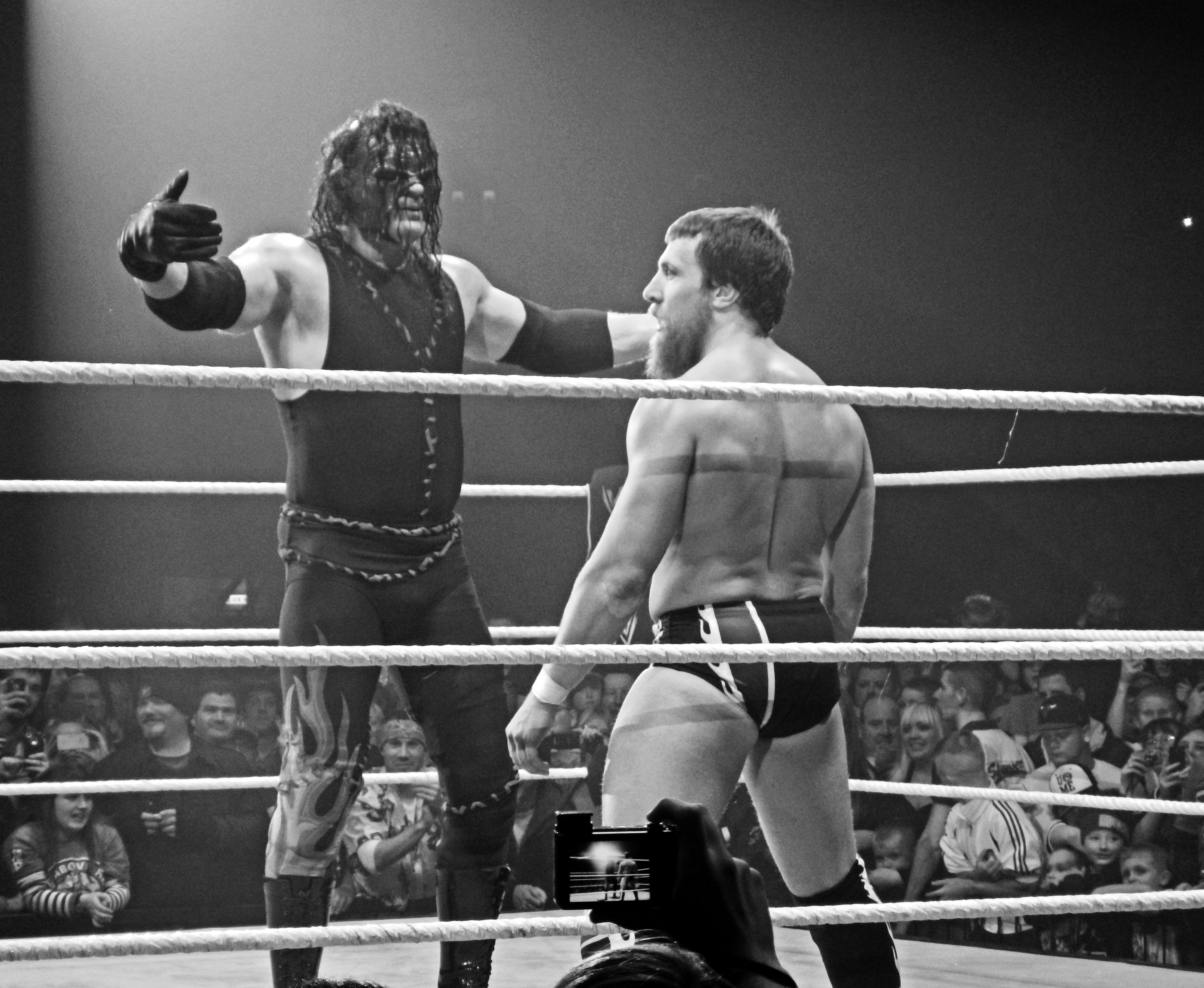
Kane oferecendo um abraço a Daniel Bryan.

No futuro, Kane atacaria Bryan e Punk indiscriminadamente depois de descobrir o que havia realmente acontecido. Durante esse tempo uma estória começava onde os três lutadores se envolveriam amorosamente com AJ Lee, que foi retratada como uma "insana" depois de ser humilhada publicamente por Bryan no começo daquele mesmo ano. No dia 1º de junho, no Smackdown, Punk defendeu o Campeonato da WWE contra Kane, porém o combate acabou em empate já que Bryan interfiriria novamente atacando ambos, depois Kane aplicou um chockslam duplo em Bryan e Punk. John Laurinaitis que era o gerente geral na época anunciou um combate triplo para o No Way Out entre os lutadores. No evento Punk reteve o Campeonato da WWE.[carece de fontes?]
No dia 23 de julho, que marcou o milésimo episódio do Raw, Daniel Bryan iria se casar com AJ Lee, porém AJ abandonou Bryan no altar para se tornar gerente geral do Raw a pedido de Vince McMahon. Na época Daniel Bryan demonstrou sinais de raiva, tendo assim trocado seu bordão "Yes!" para "No!". Já como gerente geral AJ marcou um combate entre Kane e Daniel Bryan para o SummerSlam, para se vingar de Bryan afirmando que o mesmo não era apaixonado por ela quando propôs o casamento. No entanto, Bryan venceu Kane no evento. Depois de diversas demonstrações de raiva, Bryan e Kane foram submetidos à aulas de tratamento de raiva, lecionadas pelo Dr. Shelby. No dia 3 de setembro, a dupla foi forçada a se abraçar no ringue, como parte do tratamento.

### Campeões de Duplas e rivalidade com Rhodes Scholars (2012-2013)
No Raw de 10 de setembro Bryan e Kane foram forçados a lutar juntos em um combate de duplas contra os Prime Time Players (Darren Young e Titus O'Neil), vencendo a luta, os dois tornaram-se desafiantes pelo WWE Tag Team Championship. No Night of Champions a dupla derrotou Kofi Kingston & R-Truth e se tornaram pela primeira vez Campeões de Duplas da WWE.  No dia seguinte, durante o Raw, a dupla derrotou novamente Kingston e Truth em uma revanche. A dupla ficou conhecida por ganhar suas lutas acidentalmente, devido aos conflitos que eram criados durante seus combates. No SmackDown de 21 de setembro, Edge retornou ao programa para dizer o que pensava sobre a dupla. No entanto não conseguindo cumprir suas metas, Edge abraçou os dois como um dos exercícios do tratamento de raiva do Dr. Shelby. No mesmo programa, Bryan e Kane enfrentaram separadamente Cody Rhodes e Damien Sandow consecutivamente, no entanto os dois perderam seus combates, devido a interferência de ambos. Rhodes e Sandow enfrentaram Bryan e Kane mais tarde no programa, sendo os primeiros derrotados por desqualificação. Kane e Daniel Bryan, encerraram o SmackDown agredindo as duplas Prime Time Players, Primo e Epico, International Airstrike (Justin Gabriel e Tyson Kidd), The Usos, além da dupla que foi derrotada na noite.
No dia 24 de setembro Kane e Bryan oficialmente estrearam o nome "Team Hell No", que em inglês é a junção de "inferno" referente à Kane, com a palavra, "não" que era na ocasião o bordão de Bryan, depois de uma enquete do Raw Active, os outros nomes disponíveis para votação eram "Team Teamwork" (trabalho em equipe) e "Team Friendship" (amizade). Na ocasião, Rhodes e Sandow, que se intitularam Rhodes Scholars, afirmaram que seriam desafiantes pelo WWE Tag Team Championship. Porém, no Smackdown de 28 de setembro foi revelado que haveria um torneio, onde a dupla vencedora teria a chance de combater pelo título no Hell in a Cell. No Raw de 1 de outubro, Team Hell No derrotou o Campeão da WWE CM Punk e Dolph Ziggler em uma luta com AJ Lee como árbitra.
No Hell in a Cell,Team Hell No enfrentou os vencedores do torneio, Rhodes Scholars, no entanto, foram derrotados por desqualificação quando Kane se recusou a parar de golpear os adversários quando pedido pelo árbitro. Como havia sido estipulado a dupla manteve o título. No Raw que se seguiu foi anunciado que a dupla faria parte do time de Mick Foley para enfrentar o time de CM Punk no Survivor Series. No entanto, McMahon retirou CM Punk e Ryback do combate para adicioná-los em um combate pelo WWE Championship no mesmo evento, portanto, Dolph Ziggler preencheu a vaga de Punk no combate sendo assim o líder da equipe. No Raw de 13 de novembro, Kane e The Miz venceram Rhodes Scholars. Bryan demonstrou-se insatisfeito com a união de seu parceiro com Miz, mesmo estando a torcer por eles durante todo o combate. No Survivor Series, o time de Dolph Ziggler venceu o time de Mick Foley, sendo Kane eliminado por Ziggler devido a uma distração de Daniel Bryan e o mesmo sendo eliminado por Alberto Del Rio.

### Rivalidade com The Shield e fim da dupla (2013)

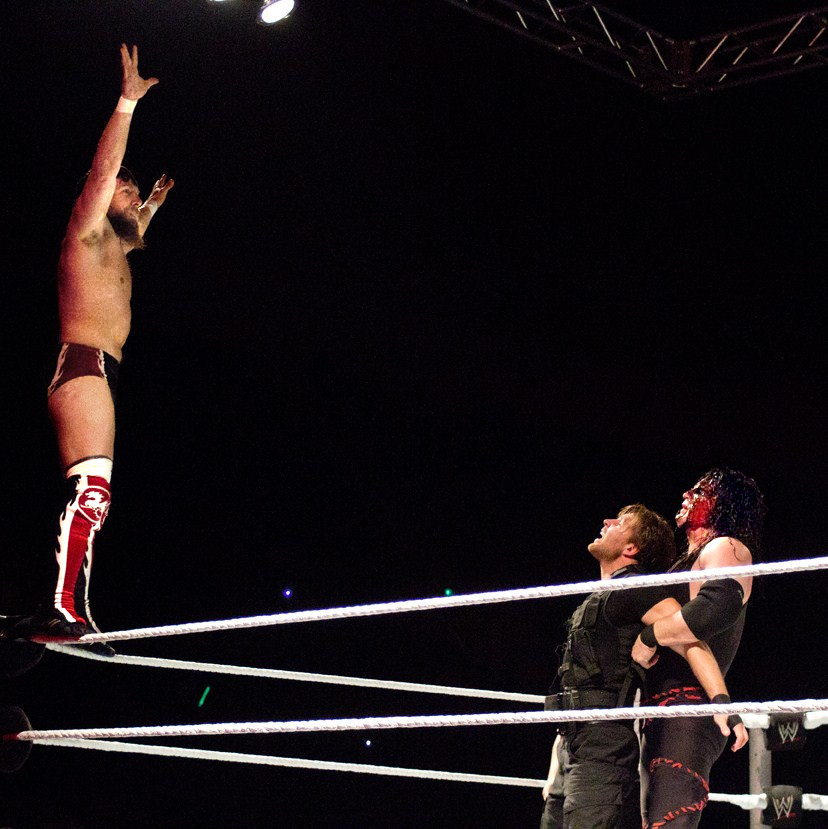
Team Hell No em trabalho conjunto contra Dean Ambrose, membro do The Shield.

No Raw do dia 26 de novembro, a dupla teve lutas individuais, sendo Bryan derrotado por Rey Mysterio e Kane por CM Punk no evento principal, devido a uma distração do trio The Shield (composto por Seth Rollins, Roman Reigns e Dean Ambrose) que atacou Kane ao final do combate. Bryan tentou, frustradamente, defender seu parceiro, sendo também atacado pelo trio. Logo após, Ryback tentou os ajudar, mas também foi atacado. No dia 4 de dezembro, CM Punk realizou uma cirurgia no joelho e ficou impossibilitado de lutar contra Ryback no pay-per-view TLC: Tables, Ladders & Chairs pelo WWE Championship. Isto levou a Vince McMahon a marcar um combate de mesas, escadas e cadeiras entre o Team Hell No juntamente com Ryback contra a The Shield no TLC, no entanto, foi estipulado, pela primeira vez na história deste tipo combate, que o vencedor seria decidido por pinfall ou desistência. No evento, Ryback e Team Hell No foram derrotados, após Dean Ambrose executar um superbomb em Daniel Bryan sobre uma mesa. Na Raw que se seguiu, o Team Hell No com auxilio de Ryback, defendeu Ric Flair de um ataque do The Shield, Flair fizera seu retorno à WWE naquela noite. Na mesma noite, a dupla foi indicada ao Slammy Award na categoria Momento LOL do ano, porém perderam para The Rock, no entanto, Daniel Bryan venceu três prêmios em três outras categorias individualmente.
No Raw do dia 31 de dezembro, especial de ano novo, o Team Hell No venceu o 3MB (Heath Slater e Drew McIntyre, com Jinder Mahal), em defesa de seu título de Campeão de Duplas. No dia 21 de janeiro, durante o Raw, a dupla se graduou no curso de tratamento de raiva oferecido por Dr. Shelby. No Royal Rumble a dupla defendeu seu título contra Rhodes Scholars, vencendo o combate. No mesmo evento a dupla participou da luta Royal Rumble, no entanto Daniel Bryan eliminou Kane, e assim Kane causou a eliminação de Daniel Bryan. Kane e Bryan participaram do Elimination Chamber mas foram eliminados por Mark Henry.
Team Hell No começou uma rivalidade com Dolph Ziggler quando ele derrotou a dupla com a interfêrencia de seu guarda-costas Big E Langston. No dia 18 de março, durante o Raw, AJ Lee, que era a atual namorada e manager de Ziggler, disse que aos campeões que eles deveriam enfrentar Ziggler e Langston na WrestleMania 29 pelos títulos de duplas. A proposta foi aceita pela dupla. No dia 7 de abril, durante a Wrestlemania, Team Hell No venceu Ziggler e Langston e retiveram o Campeonato de Duplas.
Na noite seguinte, no Raw, eles salvaram The Undertaker de ser atacado pelo The Shield. Na Smackdown da mesma semana, eles interceptaram outro ataque do grupo, desta vez contra Triple H. No Raw do dia 22 de abril Team Hell No e Undertaker foram derrotados pelo The Shield em uma luta de trios. No Extreme Rules, Team Hell No perdeu o título de duplas para os membros do The Shield, Roman Reigns e Seth Rollins, em uma luta de duplas Tornado. Com o fim do reinado como campeões de duplas, Team Hell No se tornou a quinta dupla com mais dias combinados como campeões e a quarta com mais dias combinados em apenas um reinado.
Como Bryan sofreu o pinfall na perda dos títulos, ele tornou-se obcecado em provar que ele não era o elo mais fraco da equipe. Como resultado, Bryan se tornou ainda mais agressivo, mas seu comportamento exagerado levou a dupla perder sua revanche contra Reigns e Rollins em 27 de maio em um episódio da Raw.] Quando Kane tentou tranquilizar Bryan, Bryan respondeu com duras repreensões que afastou Kane dele. Como resultado, Bryan foi emparelhado com Randy Orton, apesar de sua má relação para enfrentar um inimigo em comum, The Shield, enquanto Kane começou a ir por conta própria. Em 14 de junho em uma episódio da SmackDown, Bryan, Kane, e Orton se uniram contra o The Shield em um combate que se tornou a primeira de derrota da equipe.

## No wrestling
- Movimentos de finalização de Kane
  - Chokeslam
- Movimentos de finalização de Daniel Bryan
  - LeBell Lock / No Lock[36] (Omplamatacrossface) [37]
  - Diving headbutt[38]
- Movimentos de finalização de juntos
  - Chokeslam seguido por um Diving headbutt[38]
- Movimentos secundários juntos
  - Corner clothesline[39]
  - Corner dropkick[40]
  - Surfboard Running Low-Angle Dropkick[38]
- Alcunhas de Kane
  - "The Big Red Freak"[41]
- Alcunhas de Daniel Bryan
  - "Goat Face"[41]
- Temas de Entrada
  - "Veil of Fire" por Jim Johnston (Kane)
  - "Flight of the Valkyries" por Jim Johnston (Daniel Bryan)

## Títulos e prêmios
- WWE
  - WWE Tag Team Championship (1 vez)[2]